# Macropharyngodon kuiteri
Macropharyngodon kuiteri là một loài cá biển thuộc chi Macropharyngodon trong họ Cá bàng chài. Loài này được mô tả lần đầu tiên vào năm 1978.

## Từ nguyên
Từ định danh của loài được đặt theo tên của Rudolf "Rudie" Kuiter, nhiếp ảnh gia dưới nước người Úc, người đã nuôi các mẫu vật của loài này từ khi chúng còn là cá bột đến khi thành cá trưởng thành trong bể cá tại nhà.

## Phạm vi phân bố và môi trường sống
M. kuiteri có phạm vi phân bố ở vùng biển Tây Nam Thái Bình Dương. Loài này được ghi nhận từ phía nam rạn san hô Great Barrier trải dài đến bờ biển Sydney (New South Wales, Úc), bao gồm quần đảo Chesterfield, rạn san hô Elizabeth và rạn san hô Middleton ở ngoài khơi, và cũng được tìm thấy tại Nouvelle-Calédonie, Vanuatu và Tonga.
M. kuiteri sống xung quanh các rạn san hô trên nền đáy cát và đá vụn (thường phủ bởi các thảm tảo) ở độ sâu khoảng từ 5 đến 55 m.

## Mô tả
M. kuiteri có chiều dài cơ thể tối đa được ghi nhận là 10 cm. Cá cái có màu cam nhạt; vảy có đốm màu trắng. Nắp mang có một đốm lớn (to bằng đường kính của mắt) màu đen được viền màu xanh lam. Cá đực có màu cam sẫm phớt vàng (vảy vẫn còn các đốm trắng). Đầu có các dải sọc màu vàng cam viền đỏ bao quanh mắt. Đốm đen lớn trên mang được viền màu xanh lục và xanh lam.
Số gai ở vây lưng: 9; Số tia vây ở vây lưng: 12; Số gai ở vây hậu môn: 3; Số tia vây ở vây hậu môn: 12; Số tia vây ở vây ngực: 13.

## Sinh thái
Thức ăn của M. kuiteri chủ yếu là các loài thủy sinh không xương sống nhỏ ở tầng đáy. Loài này được đánh bắt nhằm mục đích thương mại trong ngành buôn bán cá cảnh.